# لنا گرانوو
لنا گرانوو (فرانسوی: Léna Grandveau‎؛ زادهٔ ۲۱ ژانویهٔ ۲۰۰۳) بازیکن هندبال اهل فرانسه است.